# マムシグサ
マムシグサ（蝮草、学名：Arisaema serratum）は、サトイモ科テンナンショウ属の総称である。有毒植物。

## 特徴
北海道から九州にかけて分布する。山地や原野の湿った林床に生える。
形状に変異が多い多年草で、成長すると高さは50 - 60センチメートルに達する。
葉は2個あり、楕円形の小葉が7個から15個つく。
球茎は平たい円形で地下にある。偽茎は葉柄下部の2つの葉鞘部分が重なってできたもので、紫褐色のまだらな模様がある。名称は、この模様がマムシに似ていると考えられたことにちなむ。秋田県では「ヘビノバッコ」、岩手県では「ヘビデバチ」とも呼ばれている。
雌雄異株である。晩春に、花茎を直立させて開花する。苞（仏炎苞）は紫色に近く、白線がある。なかには苞が緑色のものもあり、アオマムシグサまたはカントウマムシグサと呼ばれる。花のつき方（花序）は肉穂花序の代表例で、苞の中にまっすぐ立つ。花期は4月から6月である。
果実は秋に橙色から赤色に熟し、トウモロコシに似た形状の果実を付ける。

## 毒性
全草にシュウ酸カルシウムの針状結晶、サポニン、コニインが含まれる。特に球根の毒性が強く、その汁に触れると炎症を起こす。誤って食すと口中からのどまでに激痛がはしり、唾、水を飲み下すことすらできないほどとなる。また、激しい下痢や嘔吐、心臓麻痺といった症状が現れ、重篤な場合には死亡する。

## 近縁種
- ウラシマソウ（浦島草、学名：Arisaema thunbergii Blume subsp. urashima (H.Hara) H.Ohashi et J.Murata )

## ギャラリー

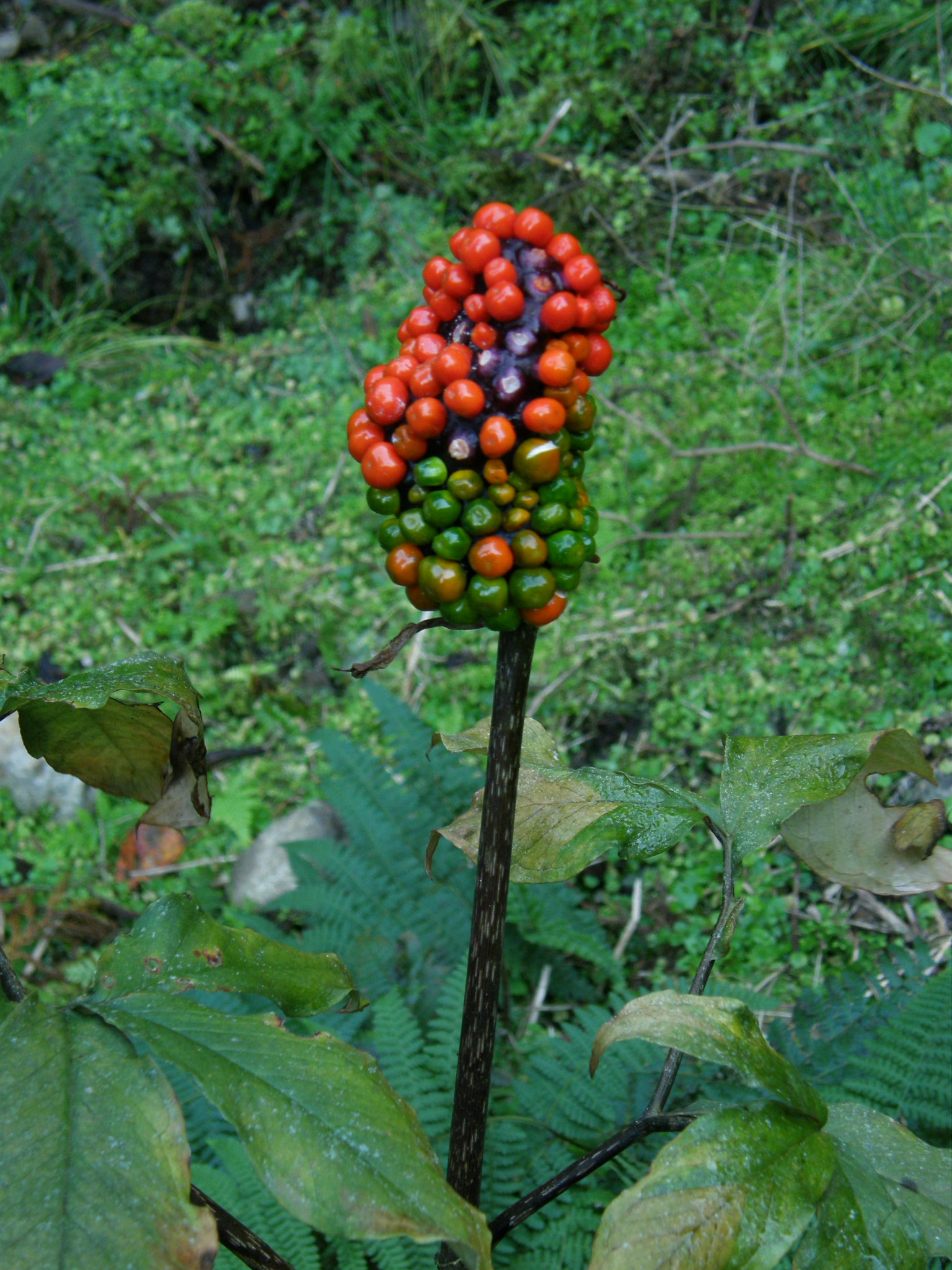
秋に結実したマムシグサ 2010年11月6日（兵庫県丹波篠山市）
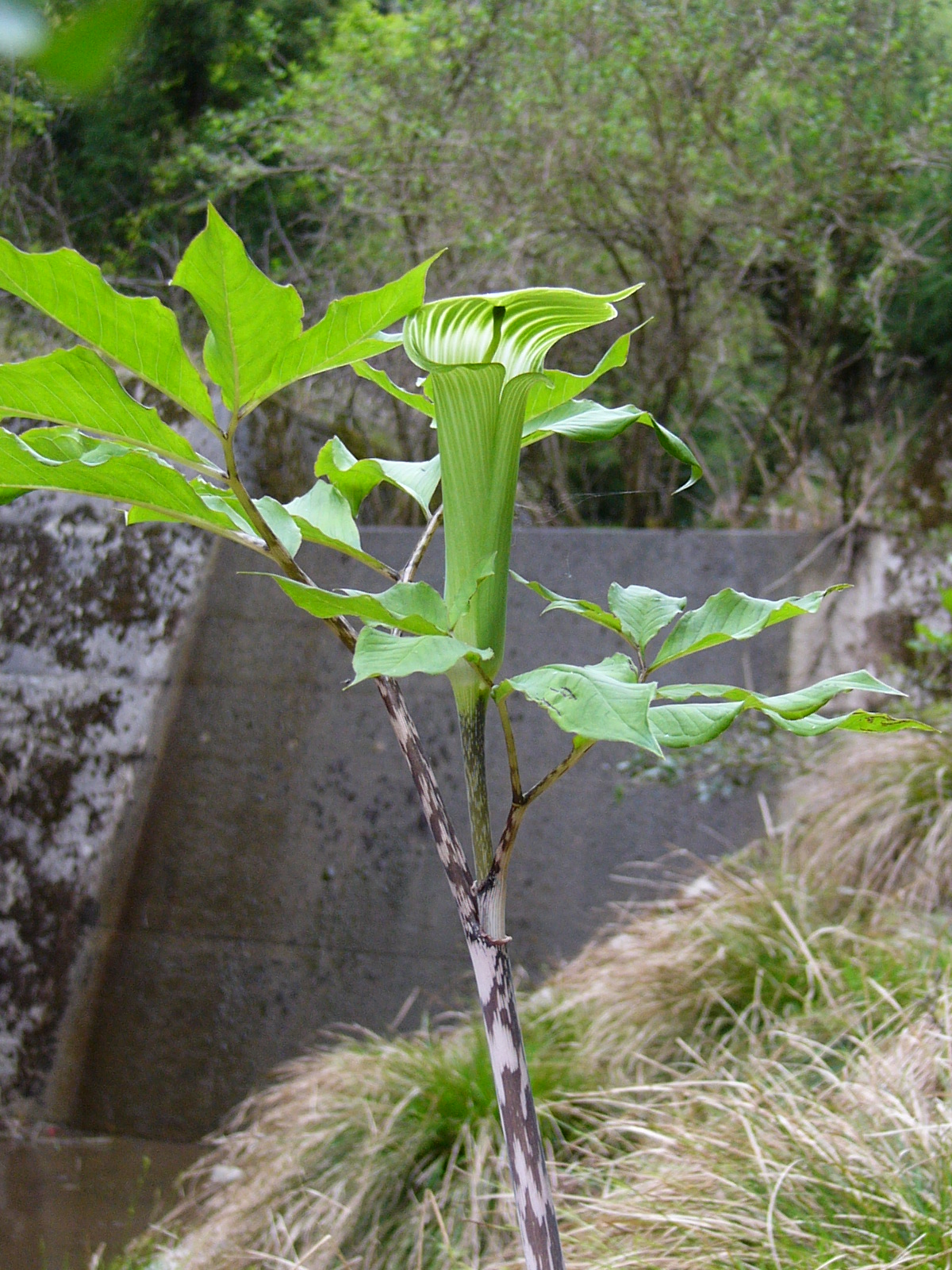
開花期のアオマムシグサ（兵庫県丹波篠山市）
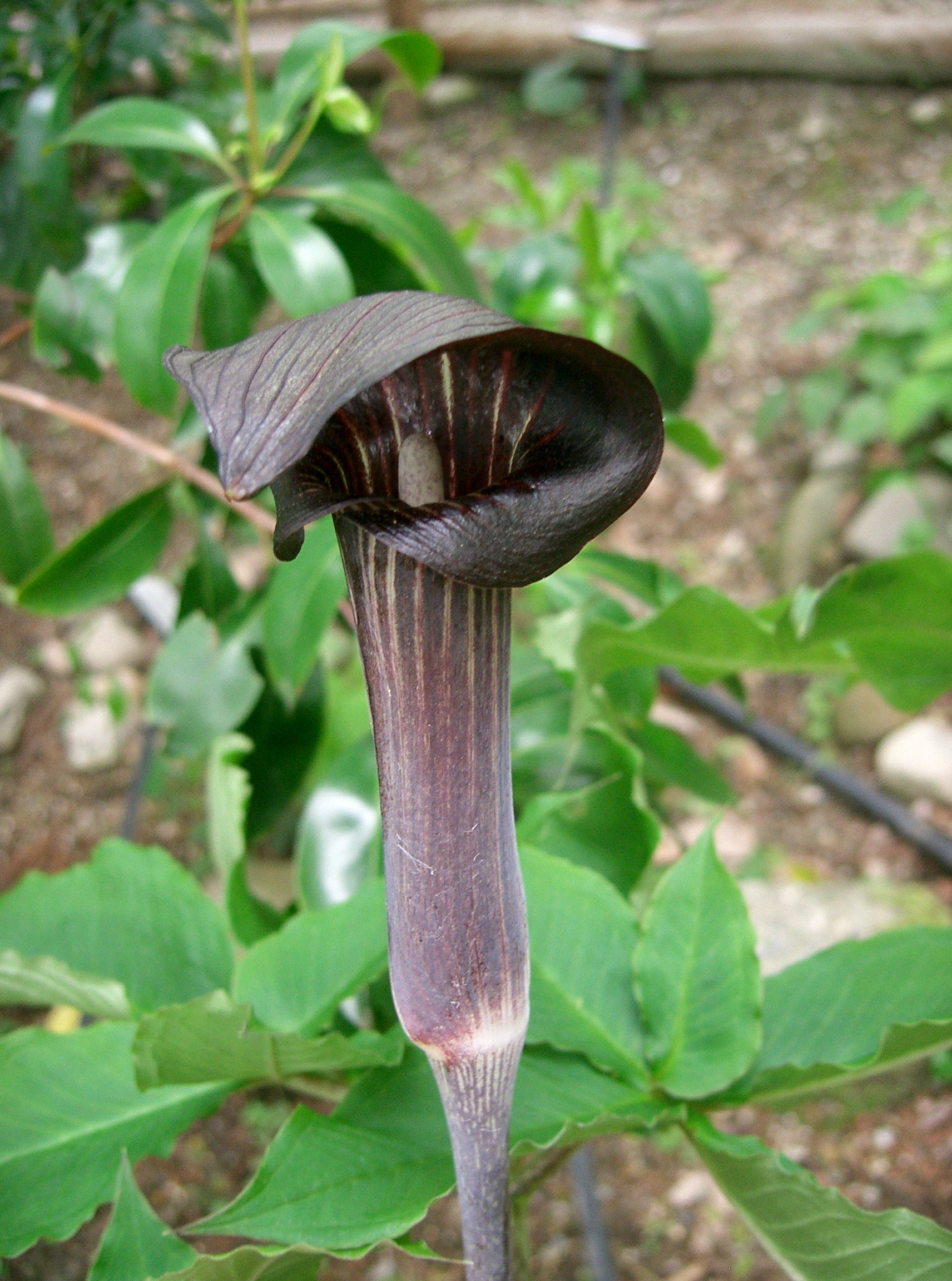
ヒトヨシテンナンショウ（Arisaema serratum var. mayebarae）
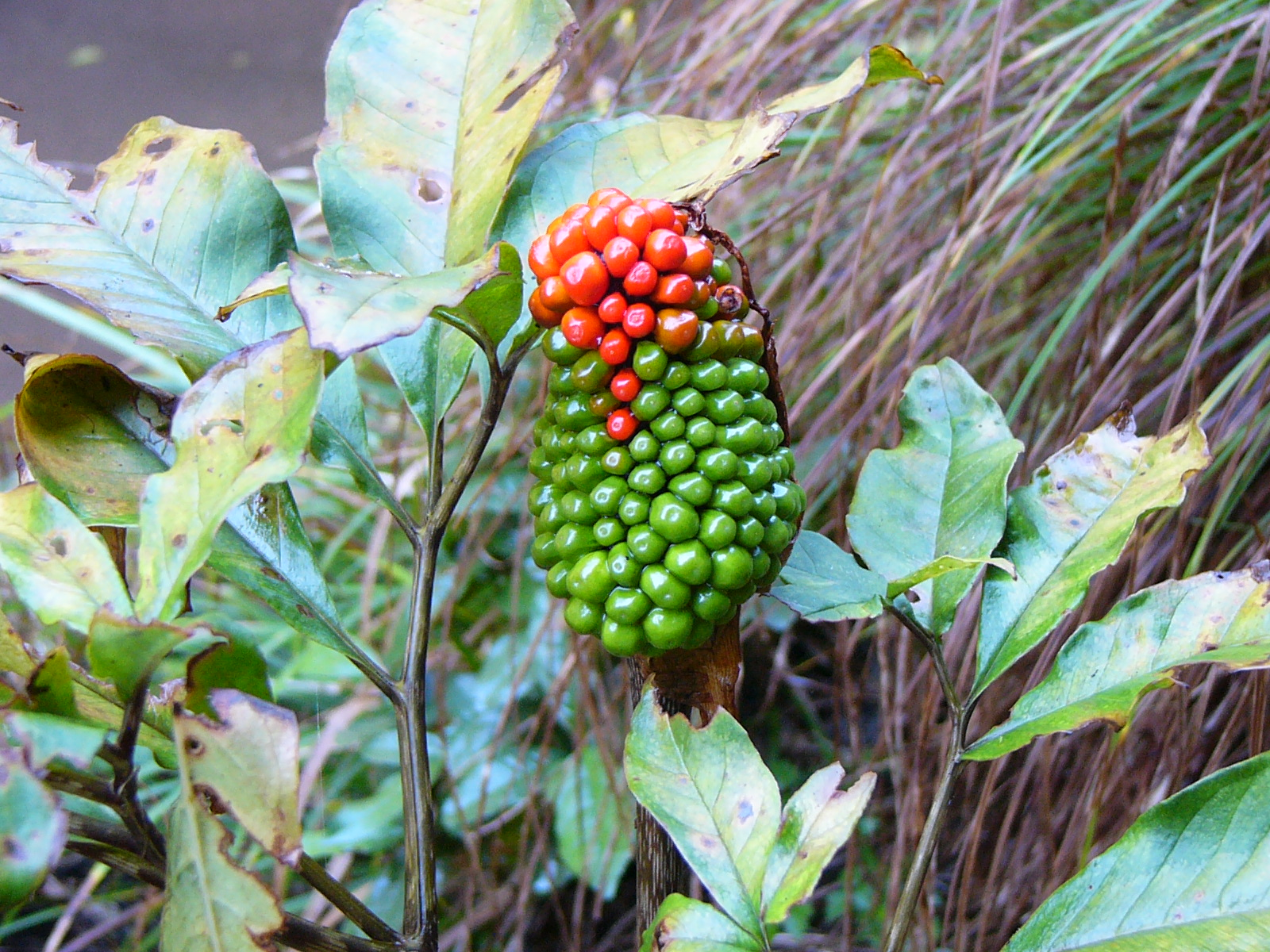
アオマムシグサの果実（兵庫県丹波篠山市）